# Palais Liechtenstein (Kleinseitner Ring)

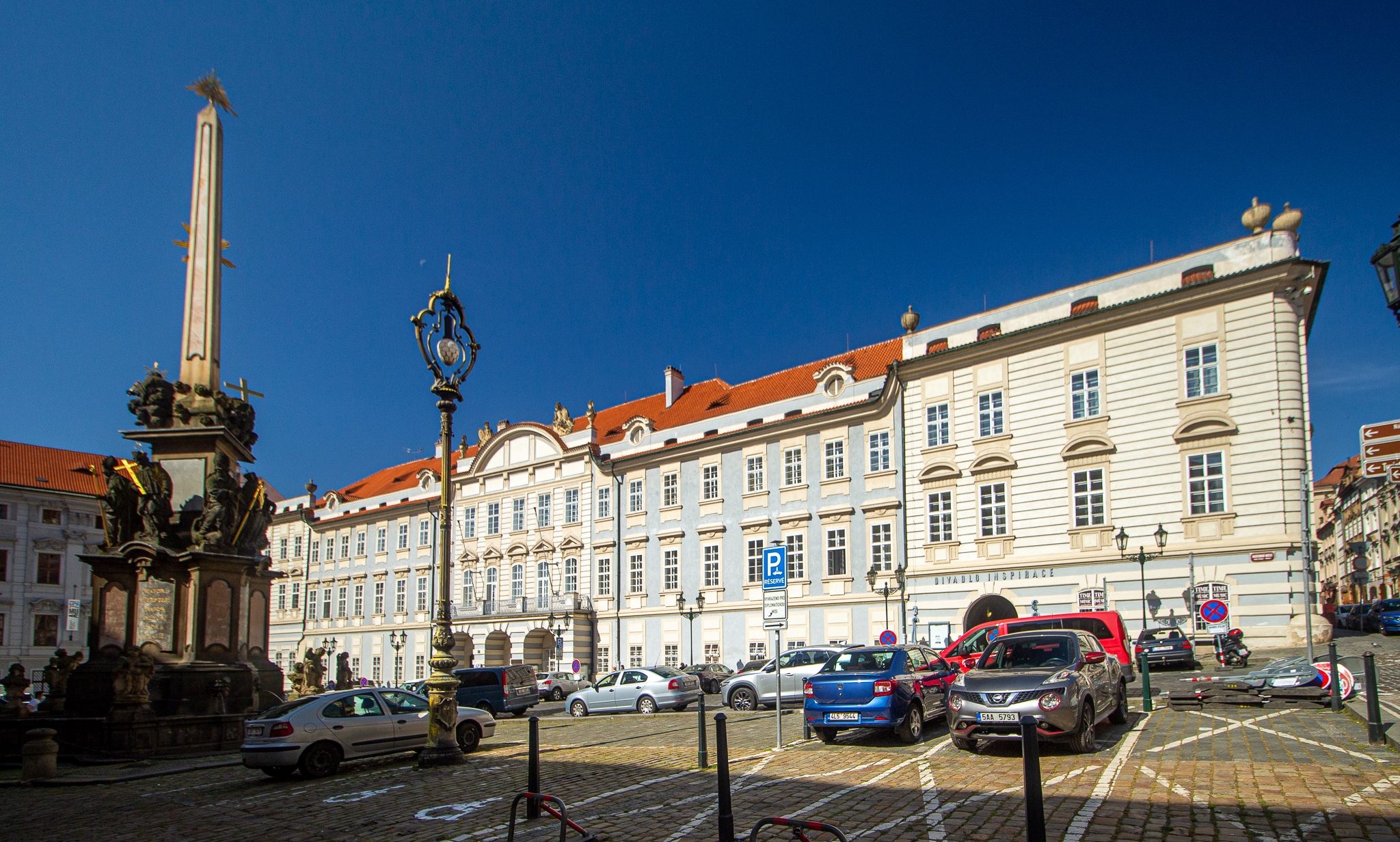
Palais Liechtenstein auf der Malá Strana

Das Palais Liechtenstein (tschechisch: Lichtenštejnský palác) am oberen Kleinseitner Ring (Malostranském náměstí) ist ein barockes Stadtschloss in der tschechischen Hauptstadt Prag. Es wird heute von der der Musikfakultät der Akademie der musischen Künste in Prag genutzt. Es ist nicht zu verwechseln mit dem  Palais Liechtenstein auf der ebenfalls zum Stadtteil Kleinseite gehörenden Moldauinsel Kampa.

## Geschichte
Zu Beginn des 15. Jahrhunderts standen an der Stelle des heutigen Schlosses fünf Häuser, die 1622/23 im Besitz von Karl I. von Liechtenstein waren, der nach der Schlacht am Weißen Berg von Kaiser Ferdinand II. zum böhmischen Reichsstatthalter ernannt und mit der Untersuchung und Bestrafung der Anführer des Ständeaufstandes beauftragt wurde. Er ließ die einzelnen Häuser nach und nach architektonisch zu einem Schloss mit Innenhof und Garten zusammenführen. Nach seinem Tod im Jahr 1627 wurde es weiterhin von der Familie Liechtenstein bewohnt, und in den 1670er Jahren wurde das Schloss nach einem Entwurf des Architekten Johann Georg Achbauer des Älteren umgebaut. In den Jahren von 1742 bis 1791 verpachtete die Familie Liechtenstein das Gebäude an das 1. Landespostamt.
Anlässlich der Krönung von Leopold II. zum König von Böhmen im Jahr 1791 beschloss Alois I. Joseph von Liechtenstein, das Schloss umzubauen. Auf diese Weise entstand die heutige klassizistische Fassade; der Entwurf stammte von Architekt Matyáš Hummel. Damals entstanden auch ein monumentales Treppenhaus und ein großer Saal mit klassizistischer Dekoration. Fürst Johann I. Joseph von Liechtenstein beschloss im November 1808 aus nicht näher bekannten Gründen, das Palais an August Graf von Ledebour-Wicheln, zu verkaufen. Da es sich um ein Treuhandvermögen handelte, wurde die Eintragung des neuen Besitzers erst 1825 gültig. Josef Dobrovský bewohnte den Palast von 1811 bis 1826. Danach ging das Palais in den Besitz der Ledebour über, die den Eckteil des Palastes umbauen ließen (durch den Baumeister Kašpar Předák). In den Jahren 1829, 1831 und 1836 fanden hier Industrieausstellungen statt.
Im Jahr 1848 wurde das Palais vom Fürsten Alfred I. zu Windisch-Graetz übernommen und beherbergte bis 1918 das Hauptquartier des k.u.k. VIII. Korpskommandos. Nach der Gründung der Tschechoslowakei wurde hier ein Militärkommando der Tschechoslowakischen Armee eingerichtet. Während des Zweiten Weltkriegs befand sich hier das deutsche Militärhauptquartier. Nach 1960 wurde das Gebäude zum Sitz der Politischen Hochschule der Kommunistischen Partei der Tschechoslowakei. Zu dieser Zeit diente der klassische Saal als Speisesaal mit eingebautem Essensautomaten. Ende der 1980er Jahre wurde beschlossen, ihn für die Bedürfnisse der Musikfakultät der Akademie der musischen Künste zu renovieren, was Ende Mai 1991 begann. Im ersten Stock befindet sich heute der große Konzertsaal, der den Namen von Bohuslav Martinů trägt.